# Supermagt
En supermagt er en stat, som har mulighed for at påvirke verdensbegivenheder og udøve sin magt i stor skala. Det er en stat med stærk økonomi, stor befolkning og militær overmagt. Desuden kræves i dag satellitovervågning og et stort arsenal af masseødelæggelsesvåben. Supermagter har tidligere ofte haft kolonier eller satellitstater. 
Ordet supermagt antyder, at en stat er stærkere end en almindelig stormagt; ingen andre landes samlede våbenarsenal skal på et givent tidspunkt nå op på supermagtens forsvarsressourcer. Hvis et land besidder større magt end en supermagt, er det en hypermagt. Ordet blev brugt om det 3. Det Britiske Imperium (1815-1914) og USA efter Sovjetunionens fald og indtil Kinas opstigen (1990-2000).

## Moderne supermagt
I dag (2024) er der tre supermagter: USA, Rusland og Kina.[kilde mangler]
USA har verdens største økonomi, magtfulde væbnede styrker, herunder den største flåde og en permanent plads i FN's Sikkerhedsråd og er ledende i NATO.
Rusland er arealmæssigt den største stat i verden, har verdens største mineral- og energiressourcer, er anerkendt af det internationale samfund som en efterfølger af Sovjetunionen, har en permanent plads i FN's Sikkerhedsråd, har verdens største militær-industrielle kompleks[kilde mangler] og produktion af kernevåben. Rusland var i 2008 er verdens førende mht. adgangen til rummet; i 2008 opsendte Rusland 27 løfteraketter, mod USA's 14 og opsendte 43 rumfartøjer mod USA's 17. Ruslands Bruttonationalprodukt er dog mindre end halvt så stort som Tysklands (2015).
Kina har den næststørste (største: Indien) befolkning i verden, verdens største agro-industrielle magt; har 3. pladsen i verdens største nominelle BNP (efter USA og Japan). BNP, under hensyntagen til paritet Kina på 2. plads i verden (ifølge IMF 7.916 milliarder internationale dollars i 2008).

## Potentielle supermagter
Lande, som muligvis kan vokse til supermagter inden for en nærmere fremtid:
- Den voksende Europæiske union, som er økonomisk sammenlignelig med Amerikas Forenede Stater, og hvor et medlemsland (Frankrig) har kernevåben. EU er endnu i dag for splittet til at kunne virke som en enhed i militært henseende. Medlemslandenes befolkninger har ikke gennemført de overstatslige ændringer, som kræves for at omforme EU til en supermagt.
- Indien har en befolkning på over en milliard og et lille arsenal af kernevåben.
- Brasilien har en stor befolkning og mulighed for at udvikle kernevåben.
- Japan har på grund af begrænsninger i sin forfatning ikke mulighed for at bruge sit militær uden for landets grænser.